# Нова Рудня (Лугинська селищна громада)
Нова́ Ру́дня (до 07.06.1946 року — Рудня Макаківська) — село в Україні, у Коростенському районі Житомирської області. Населення становить 123 осіб.

## Історія
У 1906 році село Лугинської волості Овруцького повіту Волинської губернії. Відстань від повітового міста 51 верст. Дворів 20, мешканців 173.